# Étienne Beaulieu
Étienne Beaulieu (né en 1974) est un écrivain québécois, éditeur et professeur de littérature.

## Biographie
Il a été chargé de cours en cinéma québécois à l'Université McGill, puis professeur de littérature à l'Université du Manitoba, avant d'enseigner au département d'arts, lettres et communication du Cégep de Drummondville. Cofondateur des cahiers littéraires Contre-jour et directeur des éditions Nota bene, de même que directeur de la programmation des Correspondances d'Eastman depuis 2014, il a vécu six ans en France et six ans au Manitoba avant de s'établir au Québec. Spécialiste du romantisme, il est l'auteur de nombreux articles et études sur la littérature française et québécoise et sur le cinéma, ainsi que de plusieurs essais parmi lesquels L'âme littéraire et Sang et lumière. Son premier récit, Trop de lumière pour Samuel Gaska, a reçu de nombreux prix, notamment le Prix Alfred-DesRochers en 2014, le Prix Jacques-Cartier 2014 (Montréal/Lyon) et le Grand Prix de la Ville de Sherbrooke 2014.   

## Livres
- 1508. La traversée du vide, Varia 2023.
- Les rêves du Ookpik, Varia, 2022[5],[6].
- La pomme et l'étoile, Varia, 2019.
- L'éclat du neutre. Études sur les cultures romantiques de la prose, Paris, Classiques Garnier, 2019.
- Splendeur au Bois Beckett, Montréal, Nota bene, 2016. Réédition Alias 2018[7].
- L'Âme littéraire, Montréal, Éditions Nota bene, 2014.
- Trop de lumière pour Samuel Gaska, Montréal, Lévesque éditeur, 2014 - également traduit en anglais sous le titre Too Much Light for Samuel Gaska par Jonathan Kaplansky, Toronto, Quattro Books, 2016.
- Sang et Lumière. La communauté du sacré dans le cinéma québécois, Québec, L’instant même, 2007.
- La Fatigue romanesque de Joseph Joubert, Québec, Presses de l'Université Laval, 2008.

## Distinctions
- Finaliste Prix des Libraires du Québec 2023 catégorie Essais pour "Les rêves du ookpik".
- Grand Prix du livre de la Ville de Sherbrooke 2022 pour "Les rêves du ookpik".
- Bourse Charles-Gagnon UNEQ 2020 pour "Terre et mémoire emmêlées".
- Finaliste Grand Prix du livre de la Ville de Sherbrooke 2020 pour "La pomme et l'étoile".
- Prix du Conseil des Arts et Lettres du Québec-Estrie 2019 pour "La pomme et l'étoile"[8].
- Prix Alphonse-Desjardins 2019 pour "La pomme et l'étoile".
- Finaliste Prix Alphonse-Desjardins 2017 pour "Splendeur au bois Beckett".
- Prix Alfred-DesRochers 2014, pour Trop de lumière pour Samuel Gaska.
- Prix Jacques-Cartier (Montréal/Lyon) du roman et de la nouvelle 2014, pour Trop de lumière pour Samuel Gaska[9].
- Grand Prix de la Ville de Sherbrooke 2014 pour Trop de lumière pour Samuel Gaska.
- Finaliste au Prix du premier roman de Chambéry pour Trop de lumière pour Samuel Gaska.
- Finaliste au Prix Spirale-Éva Le-Grand 2015 pour L'âme littéraire.
- Finaliste au Prix Spirale-Éva Le-Grand 2008 pour Sang et Lumière. La communauté du sacré dans le cinéma québécois.
- Finaliste au Prix Victor-Barbeau 2008, pour Sang et Lumière. La communauté du sacré dans le cinéma québécois[3].